# Kreis Stormarn
Kreis Stormarn er en tysk kreis i delstaten Slesvig-Holsten. Den holstenske kreds ligger nordøst for storbyen Hamborg.

## Historie
Landskabet Stormarn omfatter meget mere end nutidens Kreis Stormarn. Den nordøstlige del af Kreis Stormarn ligger i landskabet Vagrien.

### Under dansk styre
I 1761 tilfaldt de Plön'ske amter Reinfeld og Rethwisch den danske konge, Frederik V. 1773 kom tillige de gamle stormarniske amter Trittau (ikke identisk med det nuværende amt Trittau), Reinbek og Tremsbüttel under kongeligt styre, idet kong Christian 7. blev herre i hele hertugdømmet Holsten.
Reminiscenser af denne forbindelse sås stadig ved omtale af Frederik 9.
For eksempel hedder det i Grundloven af 1953 "Vi Frederik den Niende, af Guds Nåde Konge til Danmark, de Venders og Goters, Hertug til Slesvig, Holsten, Stormarn, Ditmarsken, Lauenborg og Oldenborg".
I 1844 oprettedes den første erhvervskole i Bad Oldesloe.

### Under tysk styre
I 1867 efter Slesvig-Holstens afståelse til Preussen blev i den daværende Provinz Schleswig-Holstein oprettet 19 kredse samt een kredsfri stad (Altona, da betegnet som "Stadtkreis") efter gammelpreussisk forbillede. En af de 19 fik navnet Kreis Stormarn. Den blev skabt ved sammenlægning af de tidligere amter Reinbek, Reinfeld, Rethwisch, Tremsbüttel og Trittau, byen Bad Oldesloe, de amtsfrie områder Wandsbek og Reinfeld, 17 adelige godser samt en række tidligere enklaver, der havde hørt under Lybæk. Forvaltningscenter blev Reinbek. Kredsen (tysk: Das Kreisgebiet) blev underinddelt i fire kirkelige fogderier (tysk: Kirchspielvogteien), der blev ordnede som Landgemeinden. De adelige godser blev omformede til Gutsbezirke. Fra 1867 til 1873 var slottet Reinbek hovedsæde for kredsforvaltningen, fra 1873 blev Wandsbek hovedsæde for kredsforvaltningen.
I 1889 gennemførtes en preussisk kommunalordning af 26. maj 1888, hvorved skete en ny kredsinddeling: i stedet for de kirkelige fogderier oprettedes nu 26 amtsbezirke, inddelte i 127 landkommuner (tysk: Landgemeinden), men man opretholdt de 21 Gutsbezirke, byen Oldesloe samt flækkerne Wandsbek og Reinfeld som amtsfrie enheder. I 1889 oprettedes en kredserhvervsskole i Bad Oldesloe og i 1898 en landbrugsskole. I 1901 blev Wandsbek ophøjet til kredsfri stad men tillige hovedsæde for kredsforvaltningen.
I 1923 oprettede det tyske kommunistiske parti under oprøret den 23. oktober 1923 en „Sovjetrepublik Stormarn“, der dog allerede den følgende dag blev bekæmpet af soldater fra Lybæk.
I 1937 mistede Stormarn ved den Stor-hamborgske lov omtrent halvdelen af sine indbyggere, da 12 omegnskommuner (herunder Rahlstedt, Billstedt og Lohbrügge) blev lagt sammen med Hamborg, mens den til Hamborg hørende kommune Großhansdorf/Schmalenbeck lagdes under Stormarn. Hovedsæde for kredsforvaltningen var Stormarnhaus i Hamburg-Wandsbek.
I 1943 måtte forvaltningen som følge af krigen flyttes fra Wandsbek til Bad Oldesloe.
Efter 2. verdenskrig under den britiske besættelse i 1948 lod den britiske militærforvaltning kredsordningen erstatte af amter. I 1949 blev Bad Oldesloe officielt hovedsæde for kredsforvaltningen. I 1951 fik kredsdagen Stormarn med Erika Keck den første kvindelige kredspræsident i Schleswig-Holstein.

## Byer, amter og kommuner
Kreisen havde 243196 indbyggere pr. 2018-12-31

| Amtsfrie kommuner og byer - 1. Ahrensburg, by (33472) - 2. Ammersbek (9825) - 3. Bad Oldesloe, by (24744) - 4. Bargteheide, by (16109) | Amtsfrie kommuner og byer - 1. Ahrensburg, by (33472) - 2. Ammersbek (9825) - 3. Bad Oldesloe, by (24744) - 4. Bargteheide, by (16109) | Amtsfrie kommuner og byer - 1. Ahrensburg, by (33472) - 2. Ammersbek (9825) - 3. Bad Oldesloe, by (24744) - 4. Bargteheide, by (16109) | - 5. Barsbüttel (12690) - 6. Glinde, by (18443) - 7. Großhansdorf (9292) | - 8. Oststeinbek (8849) - 9. Reinbek, by (27649) - 10. Reinfeld (Holsten), by (9058) |

Amter med tilhørende kommuner og byer (* = administrationsby)
| - 1. Amt Bad Oldesloe-Land (11466) [Sitz: Bad Oldesloe] 1. Grabau (802) 2. Lasbek (1275) 3. Meddewade (908) 4. Neritz (321) 5. Pölitz (1220) 6. Rethwisch (1186) 7. Rümpel (1283) 8. Steinburg (2743) 9. Travenbrück (1728) - 2. Amt Bargteheide-Land (14608) [Sitz: Bargteheide] 1. Bargfeld-Stegen (2988) 2. Delingsdorf (2191) 3. Elmenhorst (2709) 4. Hammoor (1295) 5. Jersbek (1727) 6. Nienwohld (485) 7. Todendorf (1248) 8. Tremsbüttel (1965) | - 3. Amt Nordstormarn (11008) [Sitz: Reinfeld (Holstein)] 1. Badendorf (852) 2. Barnitz (861) 3. Feldhorst (561) 4. Hamberge (1694) 5. Heidekamp (456) 6. Heilshoop (544) 7. Klein Wesenberg (762) 8. Mönkhagen (693) 9. Rehhorst (700) 10. Wesenberg (1679) 11. Westerau (747) 12. Zarpen (1459) - 4. Amt Siek (10518) 1. Braak (984) 2. Brunsbek (1711) 3. Hoisdorf (3594) 4. Siek* (2441) 5. Stapelfeld (1788) | - 5. Amt Trittau (18966) 1. Grande (702) 2. Grönwohld (1502) 3. Großensee (1767) 4. Hamfelde (504) 5. Hohenfelde (53) 6. Köthel (329) 7. Lütjensee (3442) 8. Rausdorf (228) 9. Trittau* (8896) 10. Witzhave (1543) |

Kommunen Tangstedt (6499 forvaltes fra Amt Itzstedt i Kreis Segeberg.